# Noche de novela
«Noche de novela» es una canción interpretada por el cantante y rapero argentino Paulo Londra en colaboración con el cantante británico Ed Sheeran. Fue publicada el 11 de agosto de 2022, a través de Warner Music Latina y Asylum Records,  como el séptimo sencillo de su segundo álbum de estudio Back to the Game (2022). La canción marcó la segunda colaboración entre Londra y Sheeran después de «Nothing on You» en 2019.

## Antecedentes y lanzamiento
En 2019, Londra y Sheeran tuvieron su primer acercamiento profesional, ya que habían trabajado juntos en la canción «Nothing on You» que pertenece al cuarto álbum de estudio del artista británico, titulado No. 6 Collaborations Project. A partir de esto, ambos artistas siguieron en contacto, inclusive en el tiempo que Londra no podía sacar su música debido al conflicto con Big Ligas. En noviembre del 2021, en una entrevista para MTV Argentina, Sheeran se pronunció públicamente en apoyo a Londra por su situación contractual con la disquera, expresando «solo puedo pensar en lo mal que está que no lo dejen publicar su música. ¿Cómo vas a atentar contra el talento de un chico como Paulo? Es algo increíble. De hecho, hace poco hablé en profundidad sobre esto con J Balvin y lo debatimos. Estuvimos de acuerdo en que es un crimen que no pueda publicar su música. El responsable de esta situación tiene que cambiar su postura rápidamente». Además, en referencia a una posible segunda colaboración, manifestó:

«Cada vez que quiera colaborar, siempre voy a estar. Literalmente haría cualquier cosa por él en el momento en que lo necesite. Él lo sabe a esto y se lo dije: cada vez que lo pueda ayudar, lo voy a hacer».
Ed Sheeran

En junio del 2022, Londra reveló en el videoclip de su sencillo «Luces» que tenía preparado cuatro colaboraciones. En julio de ese año, Paulo dio a conocer por medio de sus redes sociales el lanzamiento de una serie de cuatro canciones, entre las cuales anunció «Noche de novela», develando también que sería una colaboración con Sheeran y que su fecha de estreno estaba programada para el 11 de agosto de 2022. En los días previos al estreno de la canción, ambos artistas comenzaron a publicar varios adelantos de lo que sería el video musical, como así también el detrás de escena de la grabación.

## Composición y letra
La canción fue escrita por Londra y Sheeran en conjunto con Federico Vindver, quién también se encargó de la producción del sencillo. «Noche de novela» posee una duración de tres minutos y once segundos, cuya letra se divide en español y en inglés, incorporando el rap como acompañamiento. El sencillo fue descripto como una pista de R&B con sonidos del pop, que se apoya sobre un ritmo up tempo. El contenido lírico incluye temáticas como la amistad, eliminar las malas vibras y vivir la vida al máximo.

## Recepción

### Comentarios de la crítica
La canción recibió críticas positivas por parte de los expertos. Ana Escobar Rivas de la cadena radial Los 40 España destacó que «este combo anglo-español se ajusta a la perfección» y que «ambas voces empastan realmente bien». La revista Oh Magazine describió que la canción presenta «un ritmo pop en el que los dos artistas se desenvuelven muy bien, desglosando el romance que los caracteriza». Por su parte, Lucía Castillo del portal del internet OK Diario mencionó que Londra y Sheeran no decepcionan con «Noche de novela», expresando que el sencillo posee «un ritmo y una melodía muy pegadiza que hace que no puedas dejar de escucharla». En relación con la estética del vídeo musical, Alicia Fortanet del sitio web Cadena 100 lo describió como «espectacular».
En una reseña doble para el diario La Voz del Interior, Juan Manuel Pairone escribió que Londra en el estribillo de la pista musical «vuelve a encontrar esa capacidad para cautivar con su simpleza y su naturalidad como intérprete», mientras que Diego Tabachnik otorgó una opinión más negativa, diciendo que «Noche de novela parece una más del montón, sin esa chispa de chicos sencillos que caracterizó a ambos artistas». En cambio, María Solando de The Honey Pop señaló que Londra y Sheeran logran complementar el inglés y el español sin esfuerzo alguno, logrando unirse y ofrecer un increíble puente musical.

### Desempeño comercial
En la semana del 28 de agosto, «Noche de novela» ingresó en el puesto número 66 del conteo Argentina Hot 100 de la revista Billboard, siendo este el debut más alto de una canción en la semana. En su segunda semana, el sencillo logró alcanzar el puesto número 40 del ranking y fue nombrado como el Greatest Gainer de la semana, tras subir 26 posiciones respecto a la semana anterior. En su tercera semana, la canción subió una posición ascendiendo al puesto 39 de la lista.

## Video musical
El videoclip fue dirigido por Greg Davenport y fue filmado en Londres durante una jornada nocturna. El video muestra a Londra saliendo de un supermercado para encontrarse con Sheeran en la calle, la cual está caracterizada por luces de neón, donde ambos artistas festejan con varios amigos mientras beben botellas de cerveza y algunos tragos.

## Posicionamiento en las listas
| Listas (2022)                   | Mejor posición |
| ------------------------------- | -------------- |
| Argentina (Monitor Latino)      | 8              |
| Argentina Hot 100 (Billboard)   | 39             |
| Chile Urbano (Monitor Latino)   | 10             |
| Ecuador (Top 100 Ecuador)       | 50             |
| Ecuador Urbano (Monitor Latino) | 16             |
| Panamá (PRODUCE)                | 50             |
| Panamá Urbano (Monitor Latino)  | 12             |
| Perú Urbano (Monitor Latino)    | 17             |

| Listas (2022)  | Mejor posición |
| -------------- | -------------- |
| Paraguay (SGP) | 57             |

## Créditos y personal
Adaptados desde Genius.

### Producción
- Paulo Londra: voz y composición.
- Ed Sheeran: voz y composición.
- Federico Vindver: composición, producción, teclado, bajo, guitarra eléctrica y guitarra acústica.

### Técnico
- Patrizio «Teezio» Pigliapoco: ingeniería de mezcla.
- Dale Becker: ingeniería de masterización.
- Ashton Miranda: ingeniería de voz.
- Noah McCorkle: asistente de ingeniería de masterización.
- Ignacio Portales: asistente de ingeniería de mezcla.
- Federico Vindver: programación.

## Historial de lanzamientos
| Región | Fecha                | Formato(s)                 | Discográfica                       | Ref.  |
| ------ | -------------------- | -------------------------- | ---------------------------------- | ----- |
| Varios | 11 de agosto de 2022 | Descarga digital streaming | Warner Music Latina Asylum Records | [ 3 ] |